# Chioma Nnamaka
Chioma Mathilda Nnamaka (ur. 15 czerwca 1985 w Uppsali) – szwedzka koszykarka grająca na pozycjach rzucającego obrońcy lub niskiego skrzydłowego.
Od sezonu 2011 zawodniczka polskiego klubu Ford Germaz Ekstraklasy – AZS PWSZ Gorzów Wielkopolski.

## Kluby
- 2005-2008  Yellow Jackets (Georgia Tech)
- 2008 -  San Antonio Silver Stars
- 2008 -  Atlanta Dream
- 2008-2009  Union Hainaut Basket
- 2009-2010  TEO Vilnius
- od 2011 –  AZS PWSZ Gorzów Wielkopolski